# Asteromella ferulina
Asteromella ferulina är en svampart som beskrevs av Petr. 1942. Asteromella ferulina ingår i släktet Asteromella, klassen Dothideomycetes, divisionen sporsäcksvampar och riket svampar.   Inga underarter finns listade i Catalogue of Life.